# Giulio Gaudini
Giulio Gaudini (Roma, 28 de septiembre de 1904-Roma, 6 de enero de 1948) fue un deportista italiano que compitió en esgrima, especialista en las modalidades de florete y sable.
Participó en cuatro Juegos Olímpicos de Verano entre los años 1924 y 1936, obteniendo en total nueve medallas: una de oro y una de bronce en Ámsterdam 1928, tres de plata y una de bronce en Los Ángeles 1932 y dos de oro y una de plata en Berlín 1936. Ganó diecisiete medallas en el Campeonato Mundial de Esgrima entre los años 1929 y 1938.

## Palmarés internacional
| Juegos Olímpicos   | Juegos Olímpicos             | Juegos Olímpicos  | Juegos Olímpicos    |
| Año                | Lugar                        | Medalla           | Prueba              |
| ------------------ | ---------------------------- | ----------------- | ------------------- |
| 1928               | Ámsterdam (Países Bajos)     | Medalla de oro    | Florete por equipos |
| 1928               | Ámsterdam (Países Bajos)     | Medalla de bronce | Florete individual  |
| 1932               | Los Ángeles (Estados Unidos) | Medalla de plata  | Sable individual    |
| 1932               | Los Ángeles (Estados Unidos) | Medalla de plata  | Sable por equipos   |
| 1932               | Los Ángeles (Estados Unidos) | Medalla de plata  | Florete por equipos |
| 1932               | Los Ángeles (Estados Unidos) | Medalla de bronce | Florete individual  |
| 1936               | Berlín (Alemania)            | Medalla de oro    | Florete individual  |
| 1936               | Berlín (Alemania)            | Medalla de oro    | Florete por equipos |
| 1936               | Berlín (Alemania)            | Medalla de plata  | Sable por equipos   |
| Campeonato Mundial |                              |                   |                     |
| Año                | Lugar                        | Medalla           | Prueba              |
| 1929               | Nápoles (Italia)             | Medalla de oro    | Florete por equipos |
| 1929               | Nápoles (Italia)             | Medalla de bronce | Florete individual  |
| 1930               | Lieja (Bélgica)              | Medalla de oro    | Florete individual  |
| 1930               | Lieja (Bélgica)              | Medalla de oro    | Florete por equipos |
| 1930               | Lieja (Bélgica)              | Medalla de plata  | Sable por equipos   |
| 1931               | Viena (Austria)              | Medalla de oro    | Florete por equipos |
| 1931               | Viena (Austria)              | Medalla de plata  | Sable por equipos   |
| 1933               | Budapest (Hungría)           | Medalla de plata  | Florete individual  |
| 1933               | Budapest (Hungría)           | Medalla de plata  | Sable por equipos   |
| 1933               | Budapest (Hungría)           | Medalla de bronce | Sable individual    |
| 1934               | Varsovia (Polonia)           | Medalla de oro    | Florete individual  |
| 1934               | Varsovia (Polonia)           | Medalla de oro    | Florete por equipos |
| 1934               | Varsovia (Polonia)           | Medalla de plata  | Sable individual    |
| 1934               | Varsovia (Polonia)           | Medalla de plata  | Sable por equipos   |
| 1935               | Lausana (Suiza)              | Medalla de oro    | Florete por equipos |
| 1935               | Lausana (Suiza)              | Medalla de plata  | Sable por equipos   |
| 1938               | Pieštany (Checoslovaquia)    | Medalla de oro    | Sable por equipos   |